# 詮釋社會學
詮釋社會學是建立在馬克斯·韋伯的社會學概念及方法論上發展出來的社會研究路徑（approach）之一，中心概念是理解（Verstehen）。其基本主張可略述如下：
1. 社會學觀察研究的對象是兩人以上所產生的社會互動。
2. 所謂的社會互動只發生在行動者（actor）的行為不但被赋予主觀意義（subjective meaning）—無意識的反射動作就非社會行動，而且指向其它行動者。
3. 基於以上的定義，意義（meaning）這一社會學要素在研究上具有兩個息息相關的角色：
  1. 互動性作為社會現象的特徵如果沒有行動者對彼此的行為進行意義詮釋就無法成立；換言之，意義是所有社會現象的本質。
  2. 社會學家也必須依靠對觀察到的社會現象作意義詮釋才能進行科學地社會研究；換言之，主觀涉入的意義理解可說是社會學家的科學方法，正如客觀記錄與控制變項是物理學家的科學方法。